# Bruno Schultz
Bruno Kurt Schultz (Sitzenberg, 3 augustus 1901 - Altenberge, 9 december 1997) was een Duitse officier en SS-Standartenführer (kolonel) tijdens de Tweede Wereldoorlog. Hij was een Oostenrijks-Duitse antropoloog en rassenhygiënist in de Schutzstaffel en gold als rassenexpert in het Derde Rijk. 

## Leven
Op 3 augustus 1901 werd Bruno Kurt Schultz geboren in Sitzenberg, wat toen lag in het Oostenrijks-Hongaarse Rijk. Zijn vader was de plaatsvervangend hoofdcommissaris van de politie. Na de basisonderwijs ging Schultz naar het gymnasium, en behaalde zijn eindexamen. Hij ging volkenkunde en antropologie studeren aan de universiteiten van Wenen, Uppsala en Leipzig. In 1924 sloot hij zijn studie af met een promotie, zijn proefschrift luidde Beiträge zu den Jenseitsvorstellungen der Germanen (vrije vertaling: bijdragen aan de voorstellingen over het hiernamaals van de Duitsers).

### Wetenschappelijke activiteit
Vanaf 1924 was Schult wetenschappelijk assistent onder Otto Reche in de Mittelstelle für Volks- und Kulturforschung (vrij vertaald: Coördinatiecentrum voor Volks- en Cultuurvorsing) gevestigd in in Leipzig. Hij was enige tijd werkzaam in het Naturhistorisches Museum Wien. Hierna was Schultz vanaf 1927 werkzaam aan de universiteit van Wenen, en vanaf 1928 onder Theodor Mollison werkzaam in het antropologisch instituut aan de Ludwig Maximilians-Universiteit. In München haalde hij in 1934 zijn habilitatie, en werd docent rassenstudies en menselijke genetica aan de universiteit van München. Vanaf 1936 was Schultz professor aan de Reichsakademie für Leibesübungen (vrije vertaling: Rijksacademie voor Lichamelijke oefeningen), en werd daar twee jaar later benoemd tot directeur van het biologisch instituut. In 1938 nam hij in combinatie van ambten het buitengewoon hoogleraarschap voor "rassenbiologie" aan de universiteit van Berlijn over.
Eind 1941 verhuisde hij op instigatie van Wilhelm Saure naar de rijksuniversiteit in Praag, waar hij in 1942 professor werd voor "erfelijke en rassenhygiëne", en hoofd van het instituut voor raciale studies van de faculteit der natuurwetenschappen. Na het einde van de Tweede Wereldoorlog was Schultz vanaf 1951 hoogleraar wederom gebruik aan de universiteit van Münster onder Otmar von Verschuer aan het instituut voor menselijke genetica aldaar. In 1960 werd hij emeritus, en leefde als een gepensioneerde.

### Politieke activiteit en SS-leider in het RuSHA
Schultz was ook als tiener etnisch georiënteerd. Vanaf 1918 behoorde hij tot de "nationaal bewuste jeugd" van de Duitse schoolvereniging. Tijdens zijn studie was hij betrokken bij het Volkse Blok van de Duitse studentenorganisatie aan de universiteit van Wenen. Vanaf 1927 gaf hij lezingen over rassenpolitiek in München. Schultz bekleedde ook de functie van Ortgruppenführer bij de Nordischen Ring. Vanaf 1929 was hij ook redacteur van het tijdschrift Volk und Rasse (een "geïllustreerd maandblad voor Duitse volkseigen, rassenkunde en raciale zorg"), uitgegeven door JF Lehmanns Verlag in München sinds 1926. In hetzelfde jaar werd Schultz Duits staatsburger.
Door deze activiteiten werd Walther Darré zich bewust van Schultz, en bood hem in januari 1932 een positie aan als "referent voor rassenstudies" in het SS-Rasse und Siedlungshauptamt. Deze functie kon Schultz alleen kon maar bekleden als hij lid was van de NSDAP en SS. Bovendien kreeg Schultz de garantie dat hij zijn wetenschappelijke carrière zou kunnen voortzetten terwijl hij in het SS-Rasse und Siedlungshauptamt werkte. Op 1 februari 1932 werd Schultz lid van de NSDAP, en op vier dagen later lid van de SS. En werd meteen als SS-Sturmführer (tweede luitenant) ingeschaald. Begin 1940 had hij de rang van een SS-Standartenführer (kolonel) in de Allgemeine-SS bereikt.
Vanaf maart 1932 begon de rassenspecialist Schultz te werken als rassenadviseur in het SS-Rasse und Siedlungshauptamt, en hield zich bezig met rassentrainingen voor SA- en SS-leiders. In augustus 1933 was hij ook spreker op de cursussen rassenbeleid die werden gehouden door de "NS-rassenbioloog" Karl Astel aan de Staatsschule für Führertum und Politik (vrije vertaling: Staatsschool voor Leiderschap en Politiek) in Egendorf. Vanaf 1934 was Schultz het fulltime hoofd van de afdeling "Rassenkunde und Rassenforschung" in het SS-Rasse und Siedlungshauptamt, waar hij vanaf 1937 lid was van de stafleiding. Daarnaast werkte hij vanaf 1934 als afdelingshoofd in het stafbureau van Reichsbauernführer Walther Darré in Berlijn en was hij lid van een belangrijke adviesraad voor bevolkings- en rassenpolitiek in het Rijksministerie van Binnenlandse Zaken. Vanaf 1936 was Schultz plaatsvervangend lid van het Reichsausschuss zum Schutze des deutschen Blutes, dat wil zeggen het Rijkscomité voor de Bescherming van het Duitse bloed.
Schultz, die zijn werkzaamheden voor de SS parallel aan zijn universitaire werk uitvoerde, was vanaf oktober 1941 in combinatie van ambten ook hoofd van het Rassenamt van het SS-Rasse und Siedlungshauptamt, dat naar Praag was verhuisd. Tijdens de Tweede Wereldoorlog voerde Schultz raciale onderzoeken uit naar burgers in door Duitsland bezette gebieden ( Elzas-Lotharingen, Polen, Joegoslavië, Slovenië, de Sovjet-Unie). En liet hij door hem opgeleide keurmeesters raciaal ongewenste mensen uitsorteren of respectievelijk geschikte kinderen verduitsen. Deze activiteiten vonden plaats in het kader van de zogenaamde "omvolkingsacties". Na de vervolgconferenties van de Wannseeconferentie over de "Definitieve oplossing van het Joodse vraagstuk", stelde Schultz in 1943 een deskundigenoordeel op waarin hij de aanbeveling deed de 2de graad Joodse halfbloeden met "Joodse kenmerken in hun uiterlijk" te behandelen als "1ste graad Joodse halfbloeden". De Reichsführer-SS Heinrich Himmler en Martin Bormann stemden in met dit voorstel. Door de oorlog werd het voorstel echter niet uitgevoerd. Deze maatregel zou tot gevolg hebben gehad dat de geïdentificeerde personen verplichte sterilisatie moesten ondergaan.
In het voorjaar 1944 voltooide Schultz op eigen verzoek een leergang van vijf maanden aan de SS-Junkerschule in Bad Tölz. Eind augustus 1944 kwam hij als SS-Standartenoberjunker in de Waffen-SS, en was vanaf januari 1945 ingezet in het 11. SS-Freiwilligen-Panzergrenadier-Division Nordland tijdens gevechten.

## Na de oorlog
Na de oorlog werd Schultz tijdens de denazificatie als meeloper geclassificeerd. In de Sovjet-bezettingszone in Duitsland werd zijn publicatie Taschenbuch der rassenkundlichen Meßtechnik uit 1937 op de lijst van verboden literatuur geplaatst.
Over het verdere verloop van zijn leven is nauwelijks wat bekend. Op 9 december 1997 stierf Schultz in Altenberge.

## Familie
Een kennisgeving van overlijden van Schultz zijn zoon, zou erop kunnen wijzen dat hij getrouwd was en een zoon had.

## Carrière
Schultz bekleedde verschillende rangen in zowel de Allgemeine-SS als Waffen-SS. De volgende tabel laat zien dat de bevorderingen niet synchroon liepen.
| Datums          | Wetenschappelijk             | Allgemeine-SS          | Waffen-SS               |
| --------------- | ---------------------------- | ---------------------- | ----------------------- |
| 1924            | Wissenschaftlicher Assistent | —                      | —                       |
| Januari 1932    | Referent                     | —                      | —                       |
| Maart 1932      | Rassereferent                | —                      | —                       |
|                 | Sachverständigenbeirat       | —                      | —                       |
| 7 augustus 1933 | —                            | SS-Sturmführer         | —                       |
| 9 november 1934 | —                            | SS-Obersturmführer     | —                       |
| 20 april 1935   | —                            | SS-Hauptsturmführer    | —                       |
| 30 januari 1938 | —                            | SS-Sturmbannführer     | —                       |
| 9 november 1940 | —                            | SS-Obersturmbannführer | —                       |
| 9 november 1941 | —                            | SS-Standartenführer    | —                       |
| Augustus 1944   | —                            | —                      | SS-Standartenoberjunker |

## Lidmaatschapsnummers
- NSDAP-nr.: 935 761[7] (lid geworden 1 februari 1932[1])
- SS-nr.: 71679[7] (lid geworden 1 februari 1932[1], andere bron vermeldt: 5 februari 1932 als datum.)

## Onderscheidingen
Selectie:
- Ehrenwinkel der Alten Kämpfer
- Kruis voor Oorlogsverdienste, 1e Klasse[1][8] en 2e Klasse[1]
- SS-Ehrenring[7]

## Publicaties
- (de)  Erbkunde, Rassenkunde, Rassenpflege. Ein Leitfaden zum Selbststudium und für den Unterricht. J. F. Lehmanns Verlag, München 1933.
- (de)  Rassenkundliche Bestimmungs-Tafeln für Augen-, Haar- und Hautfarben und für die Iriszeichnung. J. F. Lehmanns Verlag, München 1935.
- (de)  Rassenkunde deutscher Gaue. J. F. Lehmanns Verlag, München 1935.
- (de)  Deutsche Rassenköpfe[dode link]. J. F. Lehmanns Verlag, München 1935.
- (de)  Taschenbuch Der Rassenkundlichen Messtechn. J. F. Lehmanns Verlag, München 1937.

- Gemeinsame Normdatei: 130228680
- International Standard Name Identifier: 0000 0000 7147 1505
- Library of Congress Control Number: n2022009001
- Nationale Bibliotheek van Tsjechië: jx20091030010
- Nederlandse Thesaurus van Auteursnamen: 071708855
- Virtual International Authority File: 38019857